# Saint-Vallier Basket Drôme
Maillots
Actualités
Le Saint-Vallier Basket Drôme est un club français de basket-ball dont l'équipe fanion masculine évolue en troisième division (NM1) du championnat de France. Le club est basé dans la ville de Saint-Vallier.
Le SVBD regroupe près de 400 licenciés dans 29 équipes évoluant en championnat de France, régional ou départemental, encadré par une trentaine d'entraîneurs pour la plupart bénévoles. 
Le club dispose également d´une école de Mini Basket labellisée par la fédération française de basket-ball.

## Historique
Le basket-ball est né en 1929 avec l'Étoile sportive Saint-Vallier, le club prend vite le nom de Jeanne d'Arc de Saint-Vallier.
En 1947, création d'un deuxième club de basket-ball : le Gymnase de Saint-Vallier.
En 1993, intervient la fusion des deux clubs saint-valliérois rivaux, le GYM et la JA qui donne naissance au Saint-Vallier Basket Drôme. Le club démarre en NM3 et gravit les échelons ; NM2 puis NM1.
En 2006-2007, le SVBD termine premier de NM1 et accède à la Pro B.
En 2013-2014, il fait le chemin inverse après avoir terminé dernier de Pro B.
En 2020-2021, le SVBD termine premier de NM1 avec 24 victoires et 2 défaites et accède a la Pro B, avant de faire à nouveau le chemin inverse deux ans plus tard.

## Palmarès
Équipe 1 :
- Champion de France NM3 : 1995
- Champion de France NM1 (2) : 2007, 2021
- Montée en NM1 en 2003
- Organisateur et finaliste du Final Four de NM1 en 2016

Équipe 2 :
- Champion de France NM3 : 2024

## Bilan par saison
| Saison    | Championnat de France | Championnat de France | Championnat de France | Championnat de France | Championnat de France                                             | Championnat de France | Coupe de France                                              | Leaders cup Pro B |
| Saison    | Niveau                | Nb                    | Bilan                 | PV                    | Classement Phase régulière                                        | Play-offs             | Coupe de France                                              | Leaders cup Pro B |
| --------- | --------------------- | --------------------- | --------------------- | --------------------- | ----------------------------------------------------------------- | --------------------- | ------------------------------------------------------------ | ----------------- |
| 1993-1994 | NM3A                  |                       |                       |                       |                                                                   |                       |                                                              |                   |
| 1994-1995 | NM3A                  |                       |                       |                       | 1re                                                               | Champion              |                                                              |                   |
| 1995-1996 | NM2A                  |                       |                       |                       |                                                                   |                       |                                                              |                   |
| 1996-1997 | NM2A                  |                       |                       |                       |                                                                   |                       |                                                              |                   |
| 1997-1998 | NM2A                  |                       |                       |                       |                                                                   |                       |                                                              |                   |
| 1998-1999 | NM2A                  |                       |                       |                       |                                                                   |                       |                                                              |                   |
| 1999-2000 | NM2A                  |                       |                       |                       |                                                                   |                       |                                                              |                   |
| 2000-2001 | NM2A                  |                       |                       |                       |                                                                   |                       |                                                              |                   |
| 2001-2002 | NM2A                  |                       |                       |                       |                                                                   |                       |                                                              |                   |
| 2002-2003 | NM2A                  |                       |                       |                       | 1re                                                               |                       |                                                              |                   |
| 2003-2004 | NM1                   | 30                    | 16V-14D               | 53,3 %                | 8e                                                                |                       |                                                              |                   |
| 2004-2005 | NM1                   | 34                    | 22V-12D               | 64,7 %                | 4e                                                                |                       | 16e de finale                                                |                   |
| 2005-2006 | NM1                   | 34                    | 26V-8D                | 76,5 %                | 3e                                                                |                       |                                                              |                   |
| 2006-2007 | NM1                   | 34                    | 30V-4D                | 88,2 %                | 1re                                                               | Champion              | 32e de finale                                                |                   |
| 2007-2008 | Pro B                 | 34                    | 13V-21D               | 38,2 %                | 16e                                                               |                       | 32e de finale                                                |                   |
| 2008-2009 | Pro B                 | 34                    | 12V-22D               | 35,3 %                | 15e                                                               |                       |                                                              |                   |
| 2009-2010 | Pro B                 | 34                    | 17V-17D               | 50 %                  | 9e                                                                |                       | 32e de finale                                                |                   |
| 2010-2011 | Pro B                 | 34                    | 12V-22D               | 35,3 %                | 16e                                                               |                       | 16e de finale                                                |                   |
| 2011-2012 | Pro B                 | 34                    | 15V-19D               | 44,1 %                | 12e                                                               |                       | 8e de finale                                                 |                   |
| 2012-2013 | Pro B                 | 34                    | 10V-24D               | 29,4 %                | 15e                                                               |                       | 32e de finale                                                |                   |
| 2013-2014 | Pro B                 | 44                    | 13V-31D               | 29,5 %                | 18e                                                               |                       | 16e de finale                                                |                   |
| 2014-2015 | NM1                   | 34                    | 23V-11D               | 67,6 %                | 4e                                                                | Demi-finaliste        | 32e de finale                                                |                   |
| 2015-2016 | NM1                   | 34                    | 21V-13D               | 62,8 %                | 2e                                                                | Finaliste             | 32e de finale                                                |                   |
| 2016-2017 | NM1                   | 34                    | 16V-18D               | 44,1 %                | 10e                                                               | -                     | 32e de finale                                                |                   |
| 2017-2018 | NM1                   | 34                    | 26V-8D                | 76,4 %                | 2e                                                                | Quart de Finaliste    | 8e de finale                                                 |                   |
| 2023-2019 | NM1                   |                       |                       |                       | 3e/14 de la phase A                                               | Finaliste             | 64e de finale                                                |                   |
| 2023-2019 | NM1                   | 5e/10 de la phase B   |                       |                       |                                                                   | Finaliste             | 64e de finale                                                |                   |
| 2019-2020 | NM1                   | 26                    | 20V-6D                | 76,9 %                | 2e/14 de la Phase A lors de l’arrêt lié à la pandémie de Covid-19 |                       | 64e de finale (à la suite d'une disqualification de la FFBB) |                   |
| 2020-2021 | NM1                   | 26                    | 24V-2D                | 92,3 %                | 1er                                                               | Champion              | 32e de finale                                                |                   |
| 2021-2022 | Pro B                 | 34                    | 14V-20D               | 41,2 %                | 14e                                                               |                       | 64e de finale                                                | 3e de la poule E  |
| 2022-2023 | Pro B                 | 34                    | 9V-25D                | 26,5 %                | 18e                                                               |                       | 64e de finale                                                | Demi-finaliste    |
| 2023-2024 | NM1                   | 44                    | 24V-20D               | 54,5 %                | 3e/14 de la phase A                                               | Finaliste             | 32e de finale                                                |                   |
| 2023-2024 | NM1                   | 44                    | 24V-20D               | 54,5 %                | 9e/10 de la phase B                                               | Finaliste             | 32e de finale                                                |                   |
| 2024-2025 | NM1                   | 40                    | 17V-23D               | 42,5 %                | 5e/14 de la phase A                                               |                       | 64e de finale                                                |                   |
| 2024-2025 | NM1                   | 40                    | 17V-23D               | 42,5 %                | 13e/14 de la phase B                                              |                       | 64e de finale                                                |                   |

Nb : Nombre de matches de saison régulière
PV : Pourcentage de victoires en saison régulière

## Entraîneurs successifs
- 1993-1994 : Dominique Thomas
- 1994-1995 : Pierre Bouvarel et Daniel Haquet
- 1995-1996 : Daniel Haquet
- 1996-1997 : Daniel Haquet puis Lionel Pralong
- 1997-1999 : Jean-Claude Coste
- 1999-2000 : Lionel Pralong
- 2000-2001 : Lionel Pralong puis Benjamin Sage
- 2001-2002 : Benjamin Sage
- 2002-2008 : Jean-Claude Coste
- 2008-2014 : Laurent Pluvy
- 2014-2018 : Jean-Sébastien Chardon
- 2018-2020 : Arnaud Ricoux
- 2020-2024 : Philippe Namyst
- depuis 2024 : Alexandre Casimiri

## Joueurs célèbres, marquants et/ou formés au club
- Éric Micoud (formé au club, débute à l'âge de 15 ans en Nationale 3 avec le GYM Saint-Vallier), international français (20 sélections)
- Daniel Haquet (de 1994 à 1996), international français (100 sélections)
- Jarek Zyskowski (de 1995 à 1997), international polonais
- Nicolas Forel (de 1993 à 2001), plus de 200 matchs au SVBD
- Rafaël Charro (de 1993 à 2001), plus de 200 matchs au SVBD
- Jean-Philippe Cohen (de 1996 à 2007[6]), 11 ans en équipe 1 et 2
- Renaud Brocheray (de 2006 à 2008), MVP (FFBB) de Nationale 1 en 2007.
- Camille Delhorbe (de 2006 à 2008), vainqueur du concours de tirs à trois points & MVP du All-Star Game en 2007.
- Adrian Uter (de 2007 à 2008), a joué en Pro A à l'Asvel et Monaco, Champion de Porto Rico en 2014 et 2015
- Malick Badiane (de 2007 à 2008), international sénégalais, meilleur rebondeur (10,6), meilleur contreur (1,52) & 2e évaluation (20,9) de Pro B.
- Benjamin Thomas (formé au club), 10 saisons en équipe 1 de 1999 à 2009 (de N2 en Pro B)
- Angelo Tsagarakis (de 2009 à 2010), international français de Basket à trois / 3×3 depuis 2012, joueur numéro un français au classement FIBA en 2015.
- Charles-Henri Bronchard (de 2010 à 2011), a joué en Pro A à Pau, international français de Basket à trois / 3×3
- David Denave (de 2009 à 2012), ancien joueur de Pro A, participation au All-Star Game LNB : 2013
- Julian Gamble (de 2013 à 2014), a joué par la suite à Bruxelles et à l'ASVEL.
- Rasheed Wright (de 2003 à 2006 puis de 2014-2016), MVP (FFBB) de Nationale 1 en 2006, meilleur marqueur de N1 en 2005 (20,4) & 2006 (21,3)
- Jonathan Hoyaux (de 2012 à 2016), meilleur arrière de NM1 en 2016[7]
- William Gradit (de 2017 à 2019), a joué en Pro A au Paris BR, au Cholet Basket, à la Chorale de Roanne, à l'Élan sportif chalonnais, au Paris-Levallois Basket, international français (14 sélections)
- Marc Antoine Pellin (de 2020 à 2021), a joué en Pro A (Champion de France en 2007 avec Roanne), plusieurs fois sélectionné au All-Star Game LNB (2007, 2008, 2009, 2012).

## Historique du logo

Logo jusqu'en 2011.
Logo actuel.